# Калінінградський трамвай
Калінінградський трамвай — найзахідніша трамвайна система Росії, єдина діюча трамвайна система Калінінградської області. Є найстарішою трамвайної системою на території сучасної Росії (діє з 1895 року). Калінінградський трамвай — одна з двох збережених трамвайних систем Росії з метровою колією (інша — в П'ятигорську).
Впродовж тривалого часу трамвай був важливою частиною міського транспорту Калінінграда, проте в останні роки його значення падає, позаяк адміністрація Калінінграда проводить політику ліквідації трамвайних маршрутів у зв'язку з тим, що лобіюються інтереси маршрутних таксі та депутатів-власників автобусних фірм, а ліквідовані лінії в перспективі планується замінити тролейбусами. Але на практиці була заміна лише на вулиці Горького. У всіх інших випадках (вулиця Суворова, Невського, Київська, Гагаріна, Маршала Борзова та ін) плани заміни так і залишилися тільки планами.

## Маршрутна мережа

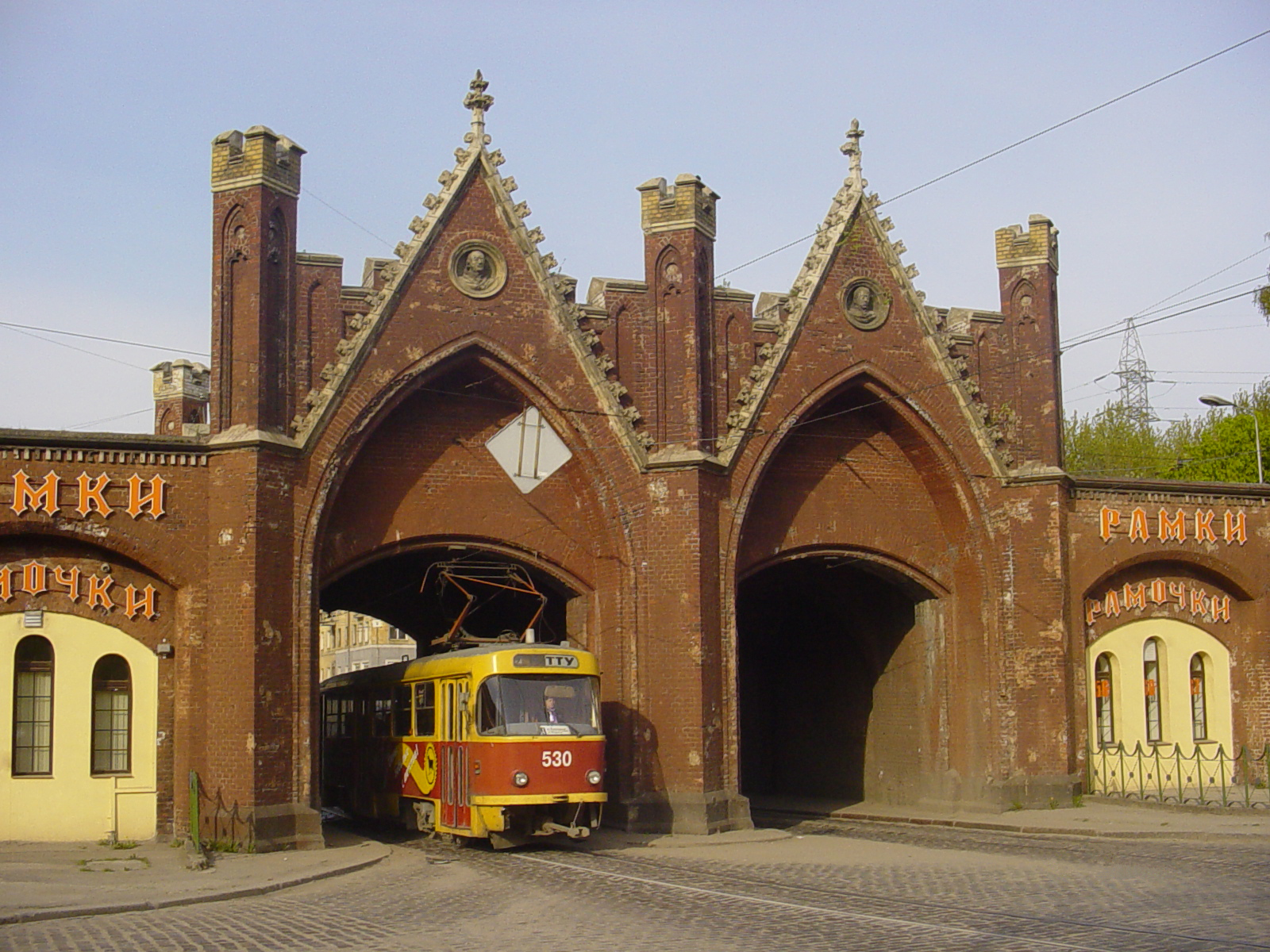
Трамвай № 9 проїжджає через Бранденбурзькі ворота. Рух трамваїв цією лінією закритий на початку 2010 року

Нині в місті існує лише один трамвайний маршрут (№ 5).

### Діючий маршрут
- № 5 вулиця Басейна — Фестивальна алея — Радянський проспект — площа Перемоги — вулиця Черняховського — вулиця 9 квітня — Московський проспект — Жовтнева вулиця — вулиця Дзержинського — алея Сміливих — м'ясокомбінат.

### Закриті маршрути
- № 1 станція Жовтнева (проспект Перемоги) — проспект Миру — площа Перемоги — вулиця Черняховського — вулиця Пролетарська — вулиця Тельмана (09.07.2012).
- № 2 Південний вокзал — вулиця Басейна (раніше ходив до заводу «Янтар»; січень 2010 р.)
- № 2к Завод «Янтар» — кінотеатр «Родіна» (в 90-х роках)
- № 3 Завод «Янтар» — площа Перемоги — Будинок Побуту — вулиця Київська — завод «Янтар» (2004 р., інший варіант руху — кінотеатр «Родіна» — Центральний парк), в 2010 році під цим номером запущено новий маршрут
- № 4 станція Жовтнева — Південний вокзал (раніше ходив до вулиці Гагаріна; у 2009 р.)
- № 6 вулиця Басейна — площа Перемоги — вулиця Зелена (у 2006 р.)
- № 7 Завод «Янтар» — кінотеатр «Родіна» — Алея Сміливих — м'ясокомбінат (1999 р.)
- № 8 Південний вокзал — вулиця Тельмана (раніше ходив до ПКіВ ім. Гагаріна; 21.03.2010)
- № 9 Завод «Янтар» — Будинок Побуту (раніше ходив до вулиці Гагаріна; січень 2010 р.)
- № 10 вулиця Зелена — Будинок Побуту — Південний вокзал (2002 р.)

## Депо
Єдине депо розташоване за Південним вокзалом, за адресою вул. Київська, 4.

## Рухомий склад
- Tatra KT4SU — 30 вагонів
- Tatra KT4D — 11 вагонів
- Tatra T4D — 10 вагонів
- Düwag GT6 — 1 вагон
- PESA Swing (121NaK)[2] — 1 вагон